# Tanzánia világörökségi helyszínei
Tanzánia területéről eddig hét helyszín került fel a világörökségi listára,öt helyszín a javaslati listán várakozik a felvételre.
| | Ngorongoro Természetvédelmi Terület |
| 1979, kiterjesztés: 2010 |                                     |
| Vegyes (IV)(VII)(VIII)(IX)(X) |                                     |
| Védett terület: 809 440 ha, hivatkozás: 39 |                                     |
| A természetvédelmi terület Tanzánia északi részén a Ngorongoro kráterben fekszik, ami a Föld egyik legnagyobb épen maradt kalderája. A védett terület 8000 négyzetkilométeren terül el, és vadállatok ezreinek, köztük gazelláknak, antilopoknak, zebráknak, elefántoknak, vízilovaknak, orrszarvúaknak, hiénáknak, oroszlánoknak és leopárdoknak ad otthont. Ezeknek a nagy testű állatoknak az összlétszámát huszonötezer egyedre becsülik. A terület magába foglalja az Empakaai-krátert, valamint a mai is aktív Oldongo Lengai-vulkánt. Az itt talált rendkívüli jelentőségű paleontológiai leletek miatt 2010-ben a helyszín a természeti mellett a kulturális világörökségi listára is felkerült. Az ásatások során az emberelődök 3,6 millió évvel ezelőttig visszanyúló jelenlétét fedezték fel. Vulkáni hamuban fosszilizálódott lábnyomaikat 1978-ban találták meg. A közeli Olduvai-hasadékban találták meg egy későbbi emberelőd, a Homo habilis első ismert maradványait. Az ősrégészeti lelőhelyen ezen kívül a Paranthropus boisei, a Homo erectus maradványai, valamint kőszerszámok kerültek elő. |                                     |

| | Kilwa Kisiwani és Songo Mnara romjai |
| 1981 |                                      |
| Kulturális (III) |                                      |
| Hivatkozás: 144 |                                      |
| A tanzániai partok mellett két szigeten található romokban álló kikötővárosok egykor fontos szerepet játszottak az Ázsiával folytatott kereskedelemben. A romok tanulmányozása nagyban hozzájárult a szuahéli kultúra és a kelet-afrikai partokat ért iszlám befolyás megértéséhez. Az Indiai-óceán térségébe irányuló kereskedelem nagy részét már az ezredforduló idején Kilwán keresztül bonyolították le. A város a 14. század végén kezdett hanyatlani, de egészen a 16. századig fontos szerepet töltött be. A főbb árucikkek közé tartozott az arany, az ezüst, az igazgyöngy, a kínai porcelán, illatszerek, arab edények, és a perzsa cserépáru. A helyszín legfontosabb műemlékei Huszuni szultánnak a 14. század első harmadában épített palotája, az egykori portugál Gereza-erőd, és a Nagymecset, Kelet-Afrika legnagyobb mecsete. Songo Mnara szigetének fontos építészeti emléke a 12. században emelt Nagymecset, amelyet döngölt agyagba ágyazott korall-lapok díszítenek. |                                      |

| | Serengeti Nemzeti Park |
| 1981 |                        |
| Természeti (VII)(X) |                        |
| Védett terület: 1 476 300 ha, hivatkozás: 156 |                        |
| A Viktória-tótól keletre elterülő, Tanzániából a szomszédos Kenyába átnyúló Serengeti síksága 15000 négyzetkilométer szavannát és nyílt erdős területet foglal magába. A nemzeti park egybefüggő területet alkot az 1979-ben a világörökség részévé nyilvánított Ngorongoro Természetvédelmi Területtel. A park fő jellegzetessége a hatalmas állatcsordák vándorlása, amelyek a száraz és az esős évszak váltakozása által meghatározott útvonalat követik. A csordákat több ezer egyedből álló oroszlánpopuláció falkái, valamint hiénák és sakálok kísérik. A Serengetit 1921-ben részleges, 1929-ben teljes védelem alá helyezték, majd 1951-ben nyilvánították nemzeti parkká. A területen az évezredek során számos egymástól nagyon különböző faj számára jött létre bioszféra, de a vadászok 19. századi megjelenésével felborult az egyensúly és a túlzott vadászat olyan mértékben károsította az állatállományt amelynek hatása máig érződik. A térség jellegzetes állatai közé tartoznak a zsiráfok, kafferbivalyok, antilopok, vízilovak, orrszarvúak, foltos hiénák, sakálok, oroszlánok, huszármajmok, struccok, és az elefántok. A kisebb emlősök között számos denevér-, pávián, földimalac, fokföldi nyúl, sündisznó, afrikai vadmacska található itt. A hüllők között leggyakoribb a nílusi krokodil, a varánusz és a különféle kígyók. A park ezen kívül több mint 500 madárfajnak ad otthont. |                        |

| | Selous Vadvédelmi Terület |
| 1982, kisebb módosítás: 2012 |                           |
| A veszélyeztetett világörökségi helyszínek listájára került: 2014 |                           |
| Természeti (IX)(X) |                           |
| Védett terület: 5 120 000 ha, puffer zóna: 21 492 ha, hivatkozás: 199 |                           |
| A Selous vadrezervátumot a 20. század elején nyilvánították védett területté. A Délkelet-Tanzániában található 50 000 négyzetkilométer kiterjedésű ökoszisztéma a Föld egyik legnagyobb védelem alatt álló területe, körülbelül egymillió állat otthona. A vadrezervátum magába foglalja a Mikumi Nemzeti parkot és a Kilombero Természetvédelmi területet. A térségben a sűrű erdőktől a nyílt fás-füves tájakig többféle növényi övezet található. Nagyobb részét lombhullató erdő borítja, mellette sztyeppék, szavannák, elszórt erdősávokkal tagolt füves térségek találhatók. A talaj viszonylag terméketlen a tél pedig száraz, ennek ellenére nagy a vadsűrűség és az itt élő fajok száma. Ez a sokszínű élőhelynek, az ivóvízbőségnek és az emberi települések hiányának köszönhető. A rezervátumban mintegy 400 állatfaj él, 1986-ban 57 faj körülbelül 750 ezer egyedét jegyezték fel. Az itt élő gnúk számát ekkor 150 ezerre, az elefántokét 100 ezerre, az antilopokét és zebrákét 50-50 ezerre a vízilovakét 20 ezerre becsülték. A különféle növényzeti zónák zsiráfoknak, valamint gepárdoknak, leopárdoknak és oroszlánoknak nyújtanak élőhelyet.1994-ben az illegális vadászat miatt az elefántok számát már csak 50 ezer példányra becsülték, ami az ország teljes elefántpopulációjának a fele volt. Az orvvadászat következtében jelentősen csökkent az itt élő elefántok és orrszarvúk száma, ezért a helyszín felkerült a Veszélyeztetett világörökségi helyszínek listájára. |                           |

| | Kilimandzsáró Nemzeti Park |
| 1987 |                            |
| Természeti (VII) |                            |
| Védett terület: 75 575 ha, hivatkozás: 403 |                            |
| A 750 négyzetkilométeres nemzeti park és erdőrezervátum a Kilimandzsáró északi, a kenyai határral szomszédos vidékén terül el. A Kilimandzsáró utoljára a pleisztocén földtörténeti korban mutatott jelentős vulkáni aktivitást de a Kibo kráter kénes kigőzölgései és fumarolái napjainkban is folyó vulkáni tevékenységre utalnak. A nemzeti park magába foglalja a hegy egész erdőhatár feletti részét, valamint a montán erdőöv lejtőin végighúzódó hat erdősávot. A szavanna közepén kiemelkedő hegy, Afrika legmagasabb csúcsa változatos éghajlati övezetekkel és növényzeti zónákkal rendelkezik. Az északi lejtőket erdős szavanna borítja ami megművelt területekkel váltakozik, ezt lombhullató hegyvidéki erdőség váltja fel 3000 méter magasságig, ezután fűvel borított felföldek következnek, a hegycsúcs környékén pedig hideg sivatag található. A hegyen körülbelül 2500 növényfaj él, köztük 130 fafajta. A hegy egésze gazdag állatvilágnak ad otthont, eddig 140 emlősfajt dokumentáltak, köztük 7 főemlősfélét, 25 ragadozó-, 25 antilop- és 24 denevérfajt. A területen megfigyelt madárfajok száma 179, ezek túlnyomó többsége az alacsonyabb övezetekben él. A hegy körüli területek sűrűn lakottak, a rezervátum nyugati és északi lejtőin 18 falu található. Lakosai a mindennapi élettel kapcsolatos tevékenységekhez felhasználják az erdők erőforrásait. |                            |

| | Zanzibár kővárosa |
| 2000 |                   |
| Kulturális (II)(III)(VI) |                   |
| Védett terület: 96 ha, puffer zóna: 84,79 ha, hivatkozás: 173 |                   |
| Zanzibár kővárosának házaiban valaha az arab-indiai felső osztály tehetős tagjai laktak. Középületei annak a gazdag örökségnek a bizonyítékai ami több mint ezer éven át egyesítette Afrika, Arábia, India és Európa eltérő kulturális tradícióit. Zanzibár a 8. és a 10. század között kisebb tengerparti államok laza szövetsége volt. Az első arab telepesek a 10. században jelentek meg Ománból és kereskedelmi állomásokat alapítottak. A 16. századtól már a portugálok ellenőrizték a területet, majd később a 17. században az omániaknak sikerült visszaszerezniük befolyásukat. 1840-ben Zanzibár lett az ománi uralkodók fővárosa és egészen a 20. századig ők alkották Zanzibár uralkodó elitjét. Zanzibár volt a kelet-afrikai rabszolga-kereskedelem központja, a becslések szerint a 19. században évente ötvenezer rabszolgát adtak el Zanzibár piacán. Ezen kívül fűszerekkel, elefántcsonttal és egyéb luxus árukkal kereskedtek. A város legrégibb kerülete, a kőváros jó állapotban maradt meg, megőrizte keskeny, kanyargós utcahálózatát is. A legtöbbször kétszintes épületekben hosszú, keskeny szobák fogják körben a belső, zárt udvart. A városban kevés közteret alakítottak ki, mert a házak saját belső térrel rendelkeznek. A kőváros legfontosabb épületei az 1873-ban épült székesegyház, a Szultáni Palota, a Nemzeti Múzeum, a Régi Patika és az Arab-erőd. |                   |

| | Kondoa sziklarajzai |
| 2006 |                     |
| Kulturális (III)(VI) |                     |
| Védett terület: 233 600 ha, hivatkozás: 1183 |                     |
| A kelet-afrikai Nagy-hasadékvölgyben Kondoa közelében függőleges sziklafelületek alakultak ki, amelyeket legalább kétezer éven át művészi ábrázolások elkészítésére használtak. A becslések szerint Tanzániában egy körülbelül 2336 négyzetkilométeres területen elszórva 150 – 450 ilyen hely található, amelyek feltehetően menedékül is szolgáltak az itt élőknek. Ezek közül három tartozik a világörökségi helyszínhez. A rajzok az évezredeken keresztül itt élő vadászó-gyűjtögető és földművelő társadalmak mindennapi életét és hiedelmeit mutatják be. A képek témái többnyire realisztikusan ábrázolt állatok, valamint geometrikus minták és stilizált emberalakok. A képek nyomon követik a térség gazdasági-társadalmi változásait, ahogy a földművelés felváltotta a vadászó-gyűjtögető életmódot. A legrégebbi sziklarajzok antilopok, zsiráfok és elefántok valósághű ábrázolásai. Ezeket a rajzokat még nem sikerült egyértelműen datálni, de feltehetően hozzánk viszonylag közeli korban készültek. A sziklarajzok ma is jelentős szerepet töltenek be a helyi lakosok életében, és egyes helyszíneken esőt hozó, jósló, és gyógyító szertartásokat végeznek egy olyan hagyomány folytatásaként ami feltehetőleg már több ezer éves. |                     |

## Javasolt helyszínek
| Megnevezés                                                                              | Kép | Típus      | Kritérium       | Év   | Link |
| --------------------------------------------------------------------------------------- | --- | ---------- | --------------- | ---- | ---- |
| Gombe Nemzeti Park                                                                      |     | Természeti | IX, X           | 1997 | 849  |
| Jozani Chwaka Bay Nemzeti Park                                                          |     | Természeti | IX, X           | 1997 | 850  |
| Oldonyo Murwak                                                                          |     | Kulturális | II, III, IV, VI | 1997 | 848  |
| Eastern Arc Mountains                                                                   |     | Természeti | IX, X           | 2006 | 2085 |
| Elefántcsont és rabszolgakereskedő útvonal                                              |     | Kulturális | IV              | 2006 | 2095 |
| Tendaguru őslénytani lelőhely                                                           |     | Természeti | VII, VIII       | 2022 | 6615 |
| Geometrikus szilkarajzok a Viktória-tó vidékén Kenya, Tanzánia és Uganda közös jelölése |     | Kulturális | III, IV         | 2024 | 6739 |